# بونا شيميجي

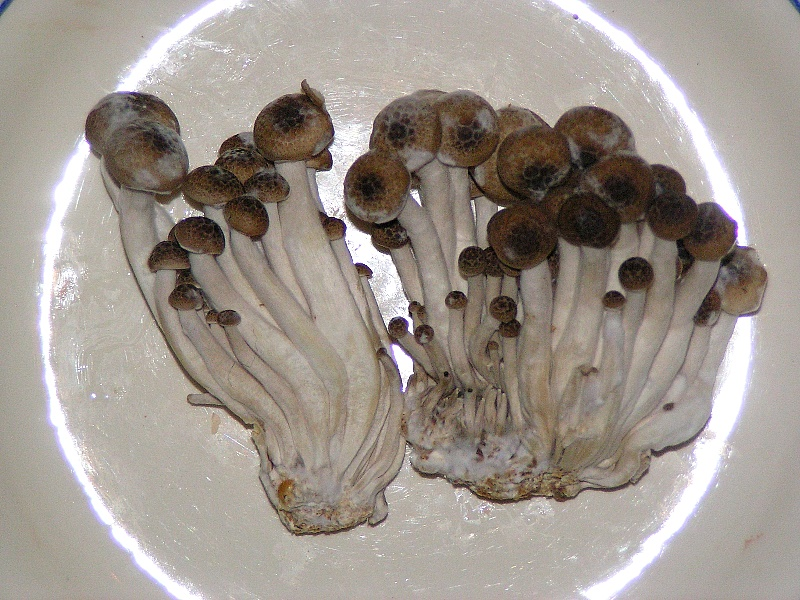
فطر الشيميجي

بونا شيميجي المعروف أيضاً باسم فطر الزان (باليابانية: ブナシメジ والذي يعني حرفياً "شيميجي الزان"، بالإنجليزية: Buna Shimeji) هو نوع من الفطر الصالح للأكل، والذي يتأصل من آسيا الشرقية. يعرف هذا الفطر بالزان البني أو الفطر الصدفي البني في الغرب.
كونت شركة هوكوتو اليابانية صنفاً جديداً من البونا شيميجي يدعى بالبونابي.